# Bel-Hasnat
Bel-Hasnat es un pueblo de la provincia de Bulmán en Marruecos.

## Geografía
Douar Belahsnat situado en la provincia de boulmane, reino de Marruecos, Situado a unos veinte kilómetros de Outat-lhaj. 
Muy cerca de la localidad transcurre  el río Milouia y las montañas del  medio atlas, y también forma parte de  oulad jarar, tiene una población estimada en 406 personas según el censo del 2004.